# Ius in bello
Ozbrojený konflikt územních suverénních jednotek je právně regulován právem ozbrojených konfliktů, ius in bello, které pokrývá zahájení, průběh i ukončení nepřátelství mezi těmito suverény. Jedná se o kogentně postižitelné protiprávní chování; strana donucující agresora k zastavení jeho jednání zde realizuje subjektivní právo vést proti němu ozbrojené akce, ius ad bellum. I přes tuto reakci je agresor povinen respektovat pravidla konfliktu, který vyvolal, a případné zanedbání pravidel juris in bello má nutně za následek rozšíření míry odpovědnosti.
Ius in bello je součástí mezinárodního humanitárního práva. Účelem mezinárodního humanitárního práva je omezit utrpení způsobené válkou a pomoci obětem v co nejvyšší míře. Pojem se začal používat začátkem 20. století. Z pravidel regulujících válku se vytvořila celá síť obyčejových i smluvních norem. Mnohé normy vznikly v době tradičního mezinárodního práva, tedy před ustálením kogentního zákazu použití ozbrojené síly v mezinárodních vztazích. Systém pravidel Ius in bello je dnes charakteristický vysokou mírou kodifikace a univerzální akceptací základních smluvních instrumentů, především Ženevských úmluv (1949). 
Přistoupení k nepřátelství staví účastníky právně proti sobě, ačkoliv agresor je stranou protiprávně jednající a strana druhá pouze aplikuje subjektivní oprávnění ius ad bellum, neboť obě strany jsou vázány dodržovat pravidla válečného práva. Vázanost na dodržování těchto pravidel se vztahuje i na povstalecká hnutí a orgány obdobného charakteru. Případné nedodržení pravidel válečného práva je klasifikováno jako válečný zločin.

## Kodifikace
Ius in bello vychází z Ženevských úmluv, jejích Dodatků a Haagského práva, které figurují v mezinárodním humanitárním právu. Toto mezinárodní humanitární právo je součástí mezinárodního práva veřejného.

## Klasifikace ozbrojených konfliktů
Ozbrojené konflikty lze klasifikovat ve dvou kategoriích: mezinárodní a nemezinárodní. Takto je rozlišují i Ženevské úmluvy (1949) a jejich dodatkové protokoly (1977) a předepisují, jaká pravidla v daném typu konfliktu platí. Mezinárodní výbor Červeného kříže navrhuje následující definice:
a) O mezinárodních ozbrojených konfliktech hovoříme kdykoliv je přítomné použití ozbrojených sil mezi dvěma nebo více státy.
b) Nemezinárodní ozbrojené konflikty jsou vleklé ozbrojené konfrontace, ke kterým dochází mezi vládními ozbrojenými silami a silami jedné nebo více ozbrojených skupin, nebo mezi takovými skupinami vznikajícími na území státu. Ozbrojená konfrontace musí dosáhnout minimální úrovně intenzity a strany zapojené do konfliktu musí vykazovat minimální organizaci. Probíhají na území jednoho státu a ozbrojené síly jiných států zde nehrají stěžejní roli. Jako nemezinárodní ozbrojený konflikt nejsou nahlíženy vnitřní nepokoje a napětí (izolované a sporadické násilné činy).

## Pravidla ozbrojeného konfliktu
Právo ozbrojených konfliktů zakládá obecné zásady, které musí všechny strany respektovat. Jedná se zejména o eliminaci negativních dopadů na osoby, které jsou přímo nebo nepřímo zasaženy ozbrojeným konfliktem. Mezinárodní humanitární právo je definováno jak dokumenty, tak i zvykovým právem.

### Základní pravidla
Ius in bello reguluje způsoby a prostředky pro vedení války. Jedná se o pravidla, která obsahuje Dodatkový protokol k Ženevské úmluvě:
1. V ozbrojeném konfliktu nemají válčící strany neomezené právo volby způsobu a prostředků vedení války (Čtvrtá Ženevská úmluva).
2. Je zakázáno používat zbraní, munice, materiálů a způsobů vedení války, které by svou povahou způsobovaly nadměrná zranění nebo zbytečné útrapy,
3. Působící rozsáhlé, dlouhodobé a vážné škody na životním prostředí (chemické zbraně, biologické zbraně).[6]
4. Zacházení s válečnými zajatci (Třetí Ženevská úmluva).
5. Způsoby vedení boje.[7]

## Principy ozbrojeného konfliktu
Ius in bello určuje principy postupů znepřátelených stran po vypuknutí válečného konfliktu. Tyto principy vychází z válečného práva.

### Principy
1. Rozlišování - strany v konfliktu jsou za všech okolností povinny rozlišovat mezi (1) kombatanty a vojenskými objekty na straně jedné a (2) nekombatanty a civilními objekty na straně druhé. Vést útok přitom mohou pouze proti první skupině.
2. Lidskost a válečná účelnost - mezinárodní humanitární právo hledá rovnováhu mezi zdánlivě neslučitelnými požadavky, diktovanými prostou lidskostí a vojenskými potřebami.
3. Předcházení zbytečnému strádání - právo stran v konfliktu zvolit si způsoby a prostředky vedení války není omezené. Mezinárodní humanitární právo zakazuje působit zbytečné strádání a uchylovat se k ničení nepřiměřenému cílům boje, jímž může být pouze oslabení nebo likvidace vojenského potenciálu nepřítele.
4. Proporcionalita - strany v konfliktu musí neustále posuzovat, jaké způsoby a prostředky vedení války jsou v dané situaci přiměřené sledovanému cíli. To platí především v případech, kdy mezinárodní humanitární právo nestanoví jednoznačné a absolutní zákazy či práva.[3]

## Přerušení diplomatických styků v důsledku válečného stavu
Mezi válčícími stranami dochází až na výjimky k automatickému přerušení diplomatických styků. To však neznamená, že na daném území nejsou nijak chráněny zájmy válčících protistran. Tyto zájmy zabezpečuje strana třetí, kterou představuje neutrální stát (ochranná mocnost), který není daného konfliktu účasten, a je přijatelný pro obě válčící strany, potažmo Mezinárodní výbor Červeného kříže.
Bezpečný odchod akreditovaných diplomatů ze země v případě válečného konfliktu kodifikuje Vídeňská úmluva o diplomatických stycích, čl. 44 (1961). Obdobná pravidla přináší pro konzulární pracovníky Vídeňská úmluva o konzulárních stycích, čl. 26 (1963).

## Účinky válečného stavu na mezinárodní smlouvy
Ačkoliv se válečný stav nedotýká působnosti mezinárodního právního řádu (tj. obecně platné mezinárodní právo), ve vztahu k normám smluvní povahy je tomu naopak. Vznikem válečného konfliktu tyto smlouvy:
- pozbývají platnost: politické, alianční a spojenecké smlouvy,
- suspendují se (ve vztahu k neutrálním státům tyto smlouvy trvají nadále a jsou aplikovány beze změn, kdežto ve vztahu k válčícím státům jsou suspendovány),
- svou platnost podržují: smlouvy zakládající trvalý stav, tj. smlouvy o cesi území, smlouvy o stanovení hranic),
- uplatňují se až se vznikem tohoto stavu, pro jehož případ byly sjednány: smlouvy o vyloučení jistých lokalit státního území z případné válečné oblasti z historických či kulturních důvodů. Vedle toho stojí smlouvy, které se sjednávají mezi válčícími stranami v průběhu konfliktu, nebo po jeho ukončení.[1]

V plném rozsahu si svou platnost uchovávají kodifikační úmluvy, např. Ženevské úmluvy o ochraně obětí války (1949) a jejich Dodatkové protokoly I a II (1977), Úmluva o ochraně kulturních statků za ozbrojeného konfliktu s Prováděcím řádem úmluvy a První protokol (1954).
Válečný stav nemá vliv na smlouvy zřizující mezinárodní organizace a jejich činnost.

## Právní postavení nepřátelských cizinců
Právní úpravu věnovanou ochraně nepřátelských cizinců, tedy státních příslušníků válčící protistrany, v souvislosti s vypuknutím nepřátelství, obsahuje IV. Ženevská úmluva o ochraně obětí války, zvaná Ženevská úmluva o ochraně civilních osob za války (1949). V důsledku vzniklého válečného stavu mají nepřátelští cizinci právo opustit území státu svého pobytu za předpokladu, že to neodporuje bezpečnostnímu zájmu tohoto státu. Pokud by odchod takového příslušníka byl odmítnut, musí být o tom stejně jako o důvodu informována ochranná mocnost, neodporuje-li to opět bezpečnosti tohoto státu. S těmi cizinci, kteří zemi neopustí a rozhodnou se na jejím území zůstat, musí být zacházeno jako s cizinci v době míru. Vyžaduje-li to bezpečnost, může být nepřátelským cizincům nařízen nucený pobyt či internace.